# Menthonnex-sous-Clermont
Menthonnex-sous-Clermont ist eine Gemeinde im französischen Département Haute-Savoie in der Region Auvergne-Rhône-Alpes.

## Geographie
Menthonnex-sous-Clermont liegt auf 545 m, etwa 16 Kilometer westnordwestlich der Stadt Annecy (Luftlinie). Das Dorf erstreckt sich an aussichtsreicher Lage an einem nach Süden geneigten Hang oberhalb des Tals der Morge, zwischen den Höhen von Montagne des Princes im Westen und Crêt de Charmont im Osten, im Genevois.
Die Fläche des 10,14 km² großen Gemeindegebiets umfasst einen Abschnitt des westlichen Genevois. Das Gebiet wird vom gewellten Relief der Hügel zwischen den Tälern von Fier im Süden und von les Usses im Norden eingenommen. Es wird durch das Talsystem der Morge nach Süden zum Fier entwässert. Nach Nordosten erstreckt sich das Gemeindeareal auf den bewaldeten Hügel des Crêt de Charmont, auf dem mit 741 m die höchste Erhebung von Menthonnex-sous-Clermont erreicht wird.
Zu Menthonnex-sous-Clermont gehören neben dem eigentlichen Ortskern auch verschiedene Weilersiedlungen und Gehöfte, darunter: 
- Mionnaz (500 m) am Hang westlich des Tals der Morge
- La Côte (512 m) am Hang westlich des Tals der Morge
- Doucy (565 m) am Hang westlich des Tals der Morge
- Foraz (520 m) am unteren Südhang des Crêt de Charmont
- Chainaz (560 m) am Südhang des Crêt de Charmont
- Mortéry (580 m) auf dem Plateau nördlich des Crêt de Charmont

Nachbargemeinden von Menthonnex-sous-Clermont sind Chilly im Norden, Thusy im Osten, Versonnex im Süden sowie Crempigny-Bonneguête und Clermont im Westen.

## Geschichte
Menthonnex-sous-Clermont wird im frühen 15. Jahrhundert erstmals urkundlich erwähnt.

## Sehenswürdigkeiten
Die Dorfkirche von Menthonnex-sous-Clermont wurde im Stil des Klassizismus erbaut. In Mionnaz befinden sich ein ehemaliges Schloss, das heute als Bauernhof genutzt wird. Ruinen eines einstigen Schlosses gibt es auch bei Foraz.

## Bevölkerungsentwicklung
| Jahr                       | 1962 | 1968 | 1975 | 1982 | 1990 | 1999 | 2006 |
| Einwohner                  | 383  | 327  | 296  | 315  | 393  | 509  | 590  |
| Quellen: Cassini und INSEE |      |      |      |      |      |      |      |

## Bevölkerung
Mit 785 Einwohnern (Stand 1. Januar 2022) gehört Menthonnex-sous-Clermont zu den kleinen Gemeinden des Département Haute-Savoie. Im Verlauf des 19. und 20. Jahrhunderts nahm die Einwohnerzahl aufgrund starker Abwanderung kontinuierlich ab (1861 wurden in Menthonnex-sous-Clermont noch 931 Einwohner gezählt). Seit Beginn der 1980er Jahre wurde dank der schönen Wohnlage jedoch wieder eine Bevölkerungszunahme verzeichnet.

## Wirtschaft und Infrastruktur
Menthonnex-sous-Clermont ist noch heute ein vorwiegend durch die Landwirtschaft geprägtes Dorf. Daneben gibt es einige Betriebe des lokalen Kleingewerbes. Zahlreiche Erwerbstätige sind Wegpendler, die in den größeren Ortschaften der Umgebung sowie im Raum Annecy ihrer Arbeit nachgehen.
Die Ortschaft liegt abseits der größeren Durchgangsstraßen an einer Departementsstraße, die von Mionnaz an der D910 nach Chilly führt. Weitere Straßenverbindungen bestehen mit Clermont und Sillingy. Der nächste Anschluss an die Autobahn A41 befindet sich in einer Entfernung von rund 20 km.

## Mit Menthonnex-sous-Clermont verbundene Persönlichkeiten
- Sebastiao Salgado (1944–2025), brasilianischer Fotograf, Fotoreporter und Umweltaktivist, machte in Menthonnex-sous-Clermont 1970 seine ersten Fotos[3]